# Pzychobitch
Pzychobitch – niemiecki zespół muzyczny grający industrial. Powstał jako projekt twórców z innego zespołu industrialnego o nazwie S.I.N.A. Dzięki udanej współpracy Stefana Böhma, znanego z projektu Mono No Aware, oraz Franka Klatta z Die Farben, Pzychobitch stało się oddzielnym zespołem, z Sina Hübner jako wokalistką.

## Dyskografia
| Album                                | Rok wydania | Typ       |
| Electrolicious                       | 2006        | LP        |
| Strom aus Fantasie                   | 2006        | EP        |
| We Are - 12" vs Digital Punk Boys    | 2004        | EP/single |
| The Day After (the hecq destruxxion) | 2004        | EP/single |
| The Day After                        | 2004        | LP        |
| The Day Before                       | 2003        | EP        |
| Big Lover                            | 2002        | EP        |
| Eden                                 | 2001        | LP        |
| Master Of Myself                     | 2000        | MCD       |

## Występy gościnne
| Zespół                   | Utwór                | Album             |
| s.i.n.a                  | Can't stop your mind | Get better        |
| Mono No Aware            | Frieden finden       | Kitanai Yatsu     |
| Sleepwalk                | Wheel of time        | Torture Chamber   |
| L'ame Immortelle         | Leaving              | Zwielicht         |
| (:SITD:)                 | Snuff Machinery      | Snuff EP          |
| ASP                      | Weltunter            | Weltunter         |
| Plastic Noise Experience | Cleanhead            | Square Matrix 001 |
| Infekktion               | Human Nature         | Toxical Colours   |
| Ayria                    | Horrible Dream       | Debris ltd.       |
| Cruciform Injection      | Comatose             | Epilogue          |